# Бруно Родрігес Паррілья
Бруно Едуардо Родрігес Паррілья (22 січня 1958) — кубинський дипломат і політик. Він обіймав посаду міністра закордонних справ Куби з 2009 року.

## Життєпис
Родрігес народився в Мехіко в сім'ї інженера Хосе Марії Родрігеса Паррілья, який обіймав високі посади в уряді Куби. Родрігес Паррілья обіймав посаду постійного представника Куби при ООН з 1995 по 2003 рік. Він був призначений міністром закордонних справ 2 березня 2009 року, замінивши Феліпе Перес Роке, виконуючи обов'язки віцеміністра. 
25 жовтня 2011 року Родрігес Паррілья виступив перед Генеральною Асамблеєю ООН безпосередньо перед щорічним необов'язковим голосуванням із закликом до США припинити своє ембарго проти Куби. 
20 липня 2015 року Родрігес взяв участь у відновленні посольства Куби у Вашингтоні, округ Колумбія, що зробило його першим міністром закордонних справ Куби, який відвідав США з дипломатичною місією з 1958 року.

## Нагороди
- орден князя Ярослава Мудрого III ступеня[8]